# Carl Hermann Schleifer
Carl Hermann Schleifer (* 22. Februar 1942 in Berlin) ist ein deutscher Jurist, Verwaltungsbeamter und Manager.

## Leben
Nach dem Abitur studierte Carl Hermann Schleifer von 1963 bis 1968 Rechtswissenschaft an den Universitäten in Kiel, Freiburg und Berlin. Er legte das Erste Juristische Staatsexamen ab, absolvierte von 1968 bis 1972 das Referendariat in der schleswig-holsteinischen Finanzverwaltung und bestand schließlich das Zweite Juristische Staatsexamen. 1973 promovierte er zum Doktor der Rechte. Bis 1988 war er in der Finanzverwaltung des Landes Schleswig-Holstein tätig, von 1983 bis 1988 als Staatssekretär im Finanzministerium. Als solcher war er unter anderem Mitglied des Aufsichtsrates der Howaldtswerke-Deutsche Werft (HDW).
Schleifer wechselte nach seinem Ausscheiden aus dem Staatssekretärsamt in die Versicherungswirtschaft und war von 1993 bis 1997 Vorstandsvorsitzender der Colonia Krankenversicherung AG sowie von 1994 bis 1997 zugleich Vorstandsvorsitzender der Colonia Lebensversicherung AG und der Nordstern Lebensversicherung AG. Daneben war er Vorstandsmitglied der Colonia Konzern AG und in dieser Funktion für Vertrieb und Marketing verantwortlich. 1997 wurde er Geschäftsführender Mitgesellschafter und Vorsitzender der Geschäftsführung der Unternehmensgruppe Damp. Von 1998 bis 2005 war er Vorstandsvorsitzender der Klinikgruppe Damp Holding AG. 2006 nahm Schleifer eine Tätigkeit als Rechtsanwalt und Steuerberater in Kiel auf. Im gleichen Jahr wurde er Mitglied des Aufsichtsrates der Glücksburg Consulting AG (GLC). Von 2007 bis 2010 wirkte er als Strategie- und Sanierungsberater für das Universitätsklinikum Schleswig-Holstein (UKSH). Seit dem 1. September 2010 ist er erneut Vorstandsvorsitzender der Damp Holding AG.
Neben seiner beruflichen Tätigkeit beteiligte sich Schleifer 1986 an der Mitbegründung des Schleswig-Holstein Musik Festivals.
Carl Hermann Schleifer ist verheiratet und hat drei Kinder.

## Ehrungen
- Verdienstorden des Landes Schleswig-Holstein, 2010